# قمع

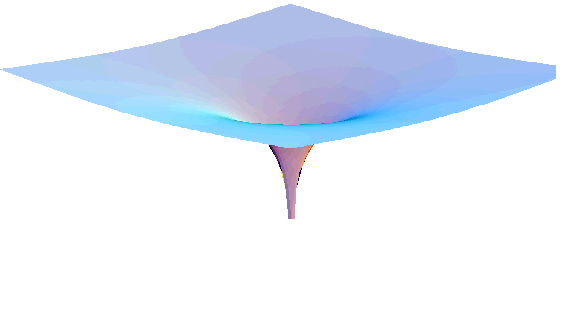
قمع مسطح من الأعلى.

القِمَع (الجمع: أَقْمَاع) أو المحقان (في بعض اللهجات) أداة تتكون من قسم علوي مخروطي الشكل (فم القمع) ينتهي بقسم أسطواني ضيق .يسهل استخدام القمع عملية صب السوائل أو ملء حبيبات المواد المختلفة في الأواني والأوعية.
تصنع الأقماع من الفولاذ المقاوم للصدأ أو من الزجاج أو من اللدائن المختلفة.

## معرض الصور

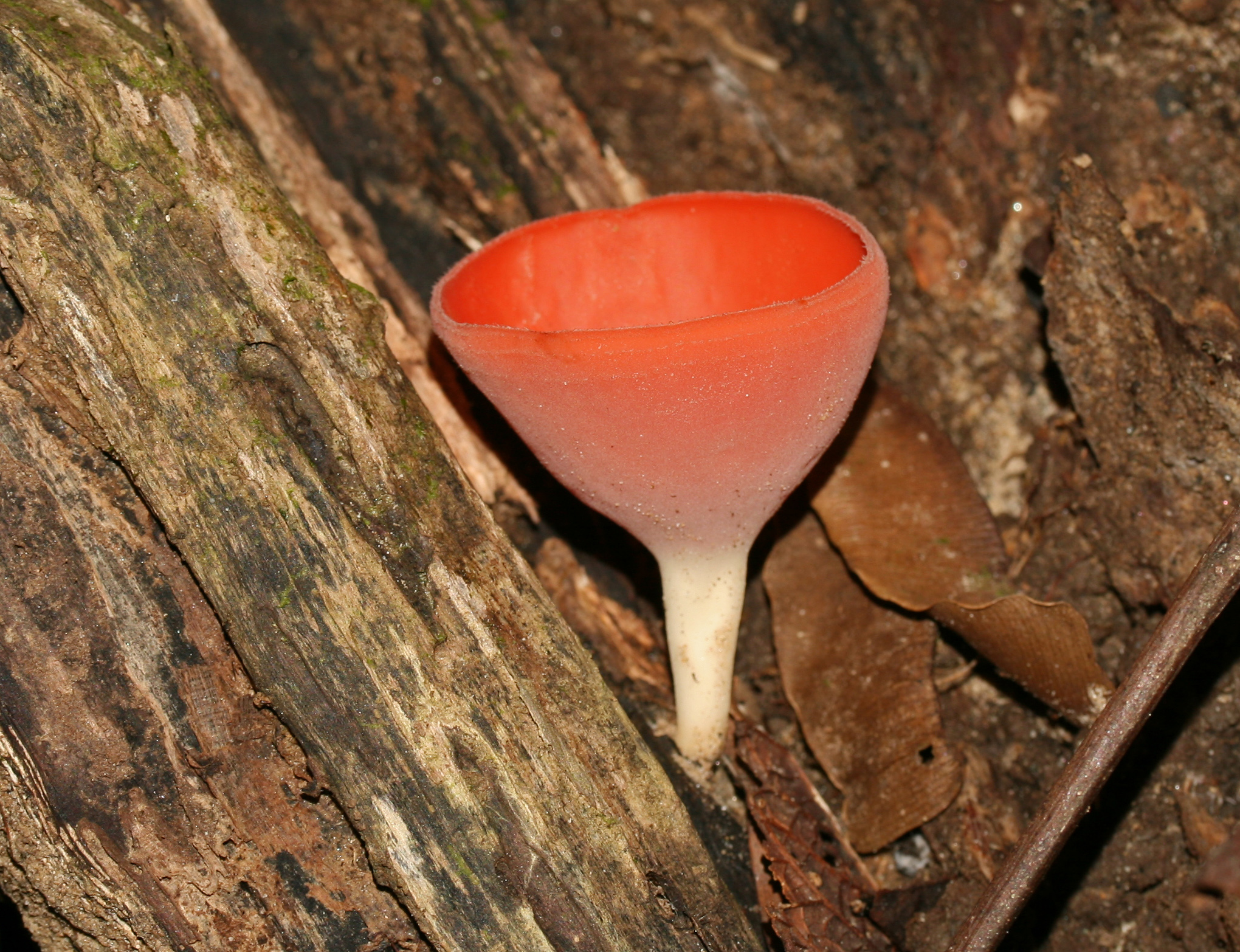
فطر القمع ، كولومبيا.
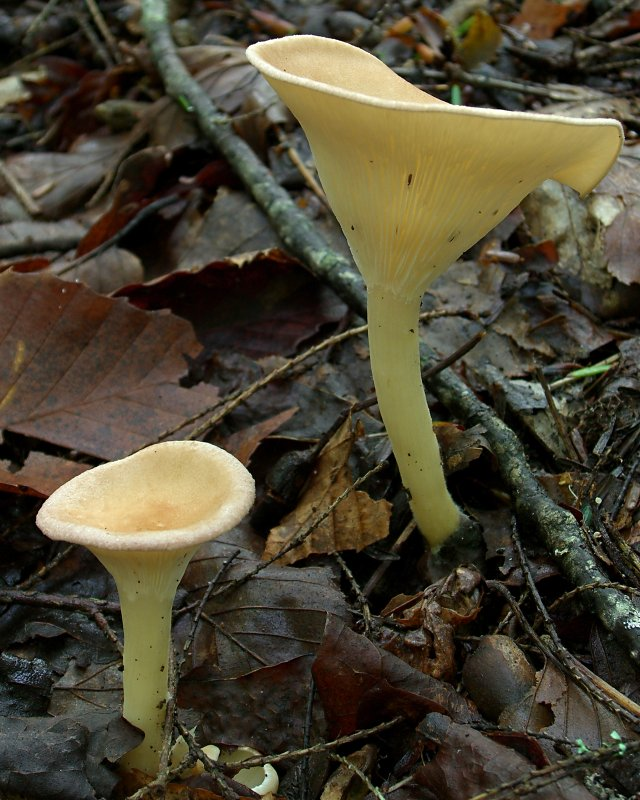
مظلة فطر القمع.
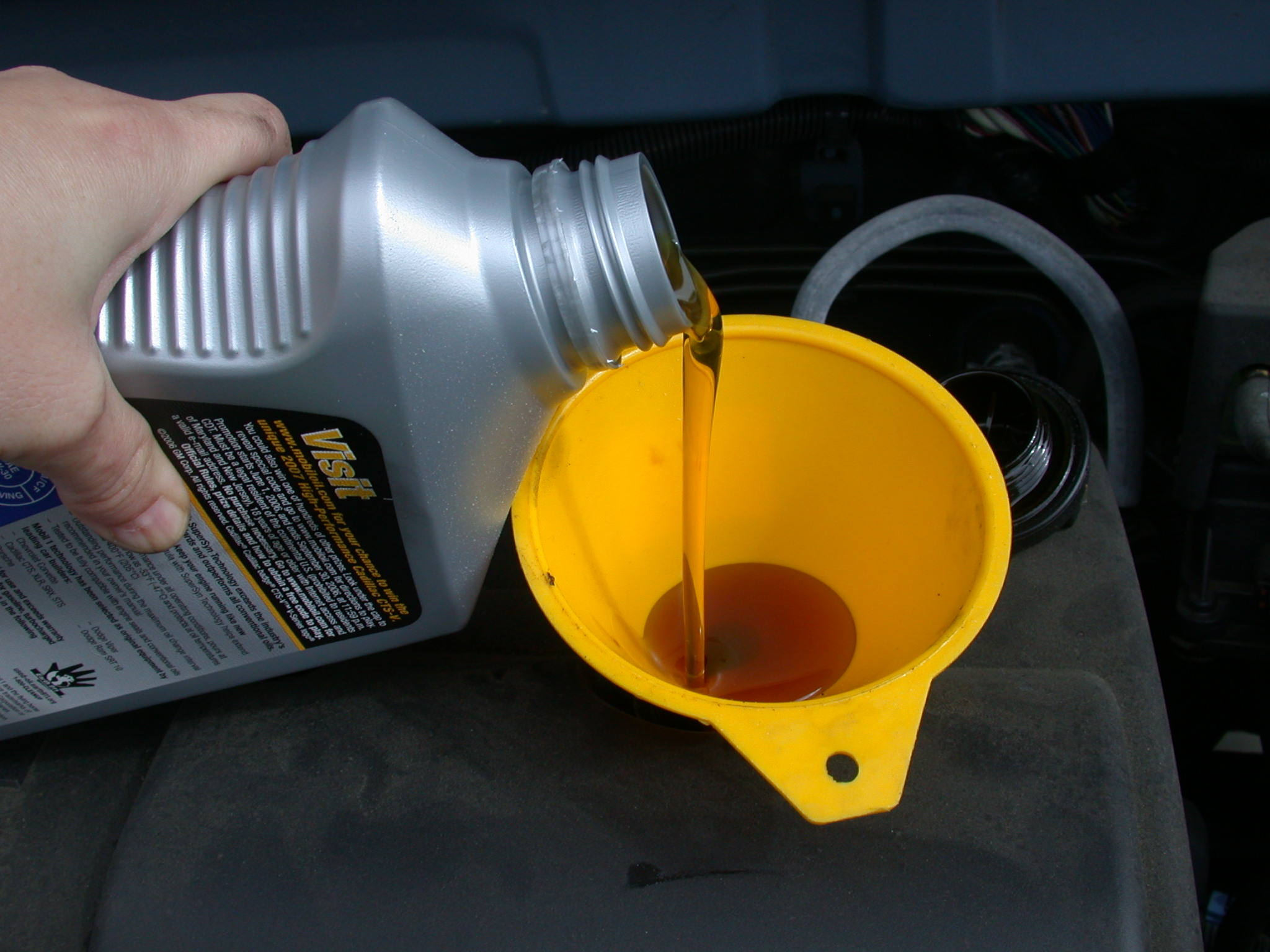
إعادة ملء زيت السيارة بالقمع.
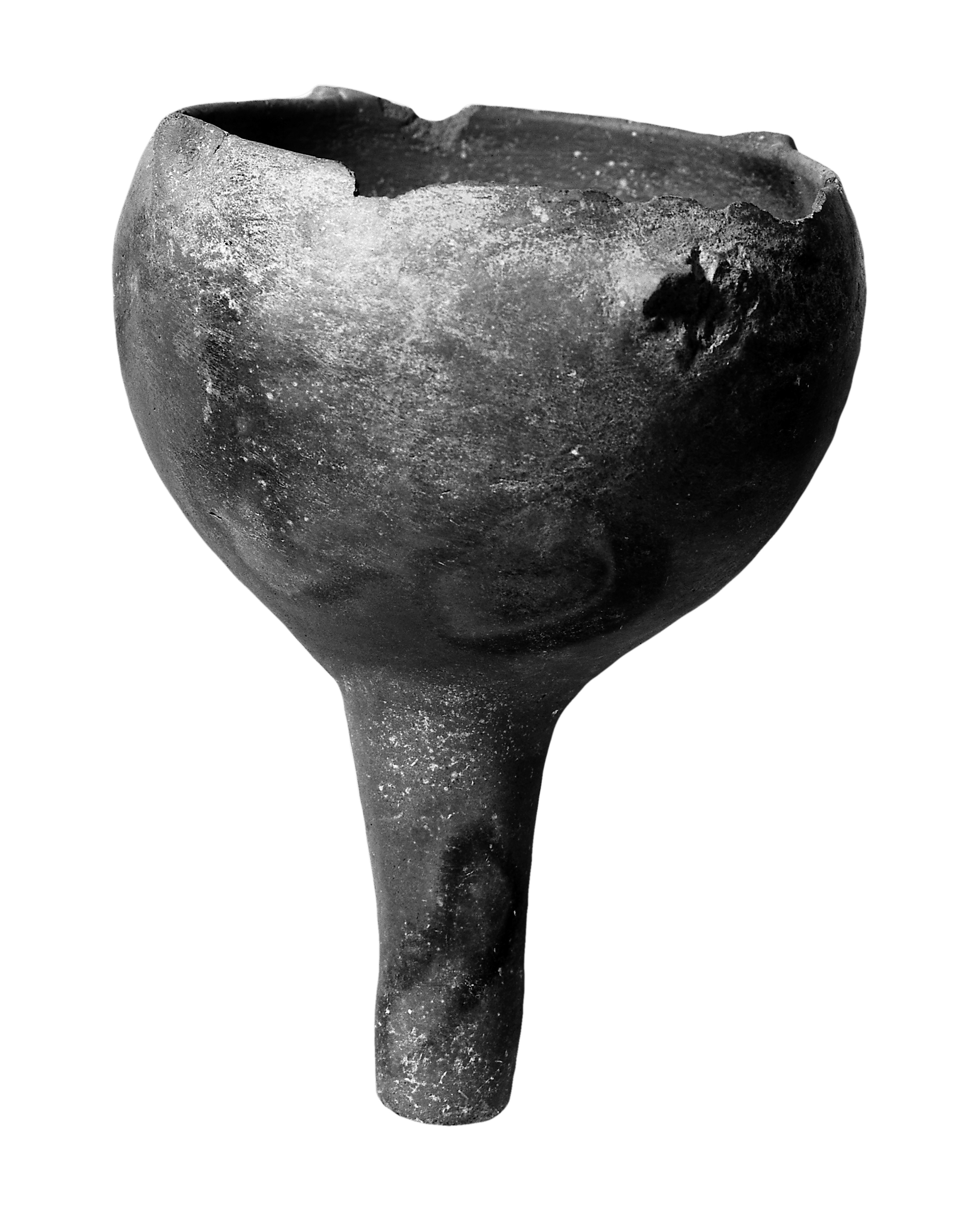
قمع فخار من قبرص (2000 عام قبل الميلاد).